# Saint-Benin
Pour les articles homonymes, voir Saint-Bénin.
Saint-Benin est une commune française située dans le département du Nord (59), en région Hauts-de-France.
Ses habitants se nomment les Béninois(es). 

## Géographie

### Situation

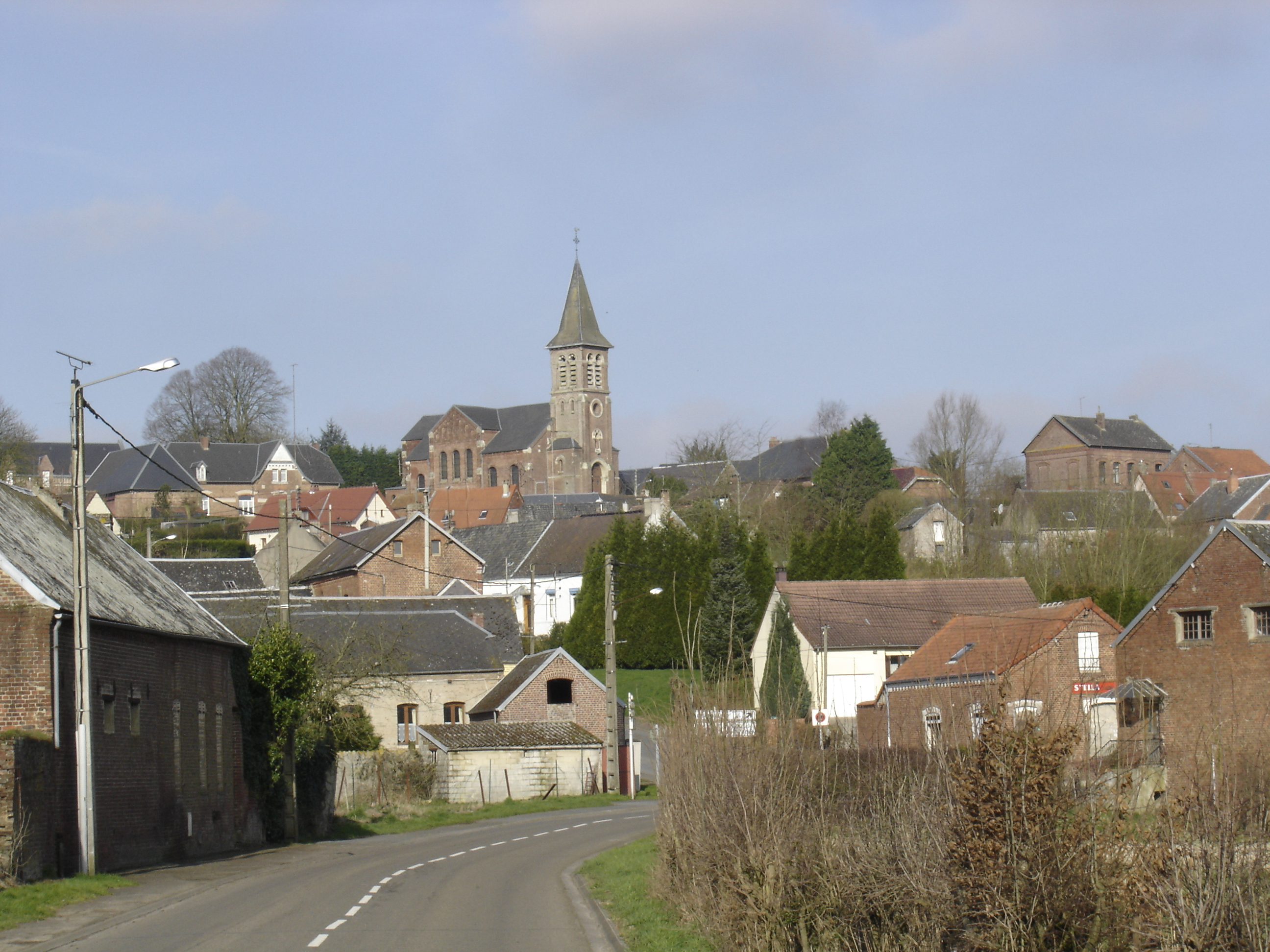
Vue du village.

Saint-Benin est un village du Cambrésis, dans le sud du département du Nord, jouxtant au sud Le Cateau-Cambrésis et situé dans la vallée de la Selle, à 24 km à vol d'oiseau au sud-est de Cambrai, 31 km au sud de Valenciennes, 28 km au sud-ouest de la frontiière Franco-belge et à 52 km de Mons, 40 km au sud-ouest de Maubeuge, 30 km à l'ouest d'Avesnes-sur-Helpe et à 31 km au nord-est de Saint-Quentin.
La ligne de Creil à Jeumont, marquée par son viaduc, passe dans la commune, mais la station de chemin de fer la plus proche est la gare du Cateau, desservie par des trains TER Hauts-de-France, qui effectuent des relations entre les gares de Busigny et de Jeumont ainsi que de Busigny et d'Aulnoye-Aymeries ou de Maubeuge. Un train TER, en provenance de Paris-Nord et en direction de Maubeuge, y marque un arrêt les samedis, dimanches et fêtes.
Il est traversé par le sentier de grande randonnée GR 655 ou Via Turonensis.

### Communes limitrophes
|          |               | Le Cateau-Cambrésis |
| Honnechy | Saint-Benin   |                     |
|          | Saint-Souplet |                     |

### Hydrographie

#### Réseau hydrographique
La commune est située dans le bassin Artois-Picardie. Elle est drainée par la Selle ou Escaut et la Rivièrette des Essarts,,.
La Selle, d'une longueur de 46 km, prend sa source dans la commune de Molain et se jette  dans le canal de l'Escaut à Denain, après avoir traversé 17 communes.

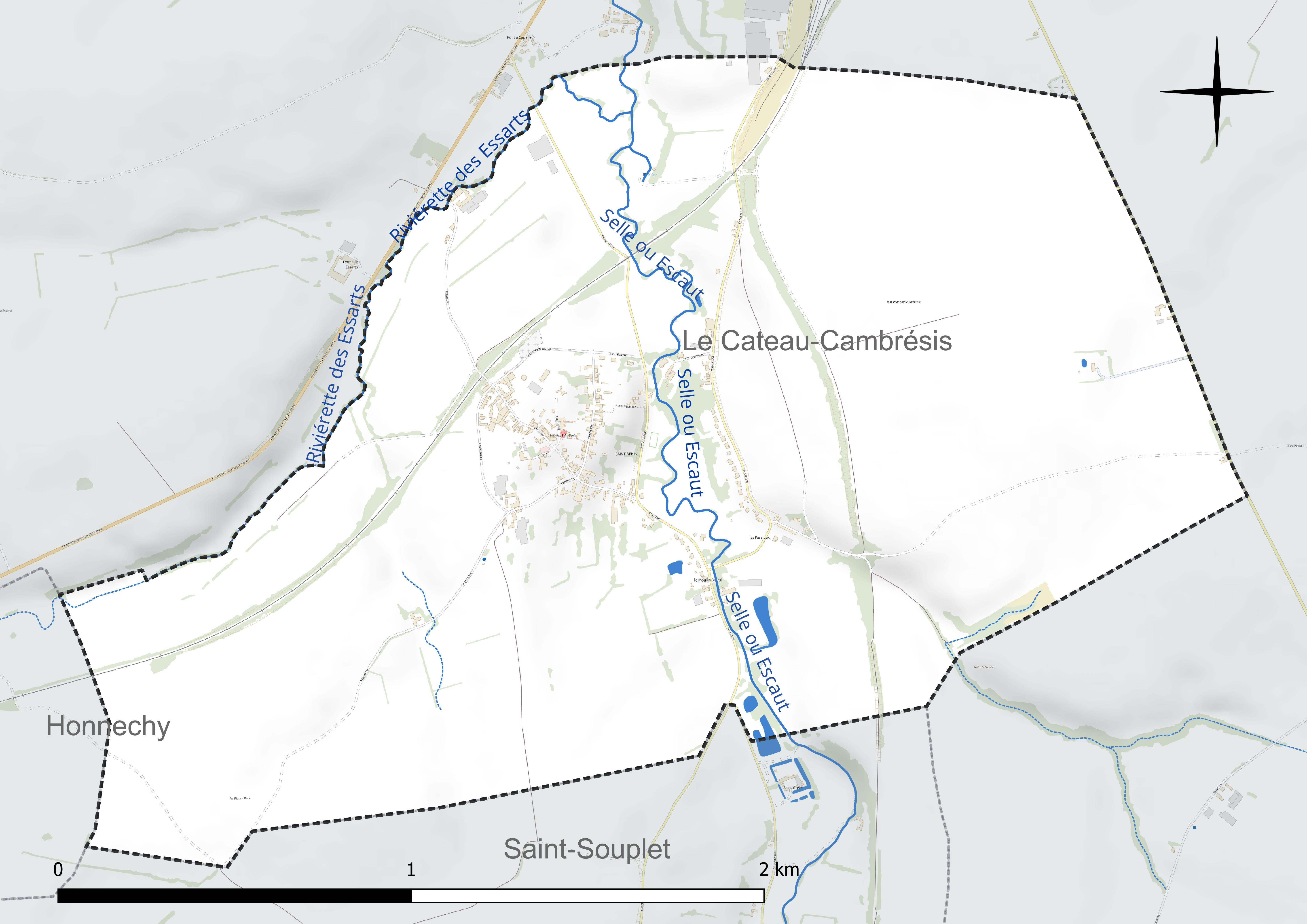
Réseau hydrographique de Saint-Benin.

Un étang privé pour la pêche à la truite, l'étang de Saint-Crépin, se trouve sur la commune. La nappe phréatique de Saint-Benin alimente en eaux la ville de Caudry.

#### Gestion et qualité des eaux
Le territoire communal est couvert par le schéma d'aménagement et de gestion des eaux (SAGE) « Escaut ». Ce document de planification concerne un territoire de 2 005 km2 de superficie, délimité par le bassin versant de l'Escaut. Le périmètre a été arrêté le 9 juin 2006 et le SAGE proprement dit a été approuvé le 13 juillet 2021. La structure porteuse de l'élaboration et de la mise en œuvre est le syndicat mixte Escaut et Affluents (SyMEA).
La qualité des cours d'eau peut être consultée sur un site dédié géré par les agences de l'eau et l'Agence française pour la biodiversité.

### Climat
Pour des articles plus généraux, voir Climat des Hauts-de-France et Climat du Nord.
En 2010, le climat de la commune est de type climat océanique dégradé des plaines du Centre et du Nord, selon une étude du CNRS s'appuyant sur une série de données couvrant la période 1971-2000. En 2020, Météo-France publie une typologie des climats de la France métropolitaine dans laquelle la commune est exposée à un climat océanique altéré et est dans la région climatique Nord-est du bassin Parisien, caractérisée par un ensoleillement médiocre, une pluviométrie moyenne régulièrement répartie au cours de l'année et un hiver froid (3 °C).
Pour la période 1971-2000, la température annuelle moyenne est de 10 °C, avec une amplitude thermique annuelle de 15 °C. Le cumul annuel moyen de précipitations est de 794 mm, avec 13,2 jours de précipitations en janvier et 9,1 jours en juillet. Pour la période 1991-2020, la température moyenne annuelle observée sur la station météorologique la plus proche, située sur la commune de Saint-Hilaire-sur-Helpe à 27 km à vol d'oiseau, est de 10,5 °C et le cumul annuel moyen de précipitations est de 802,4 mm,. Pour l'avenir, les paramètres climatiques de la commune estimés pour 2050 selon différents scénarios d'émission de gaz à effet de serre sont consultables sur un site dédié publié par Météo-France en novembre 2022.

## Urbanisme

### Typologie
Au 1er janvier 2024, Saint-Benin est catégorisée commune rurale à habitat dispersé, selon la nouvelle grille communale de densité à sept niveaux définie par l'Insee en 2022.
Elle est située hors unité urbaine. Par ailleurs la commune fait partie de l'aire d'attraction du Cateau-Cambrésis, dont elle est une commune de la couronne,. Cette aire, qui regroupe 11 communes, est catégorisée dans les aires de moins de 50 000 habitants,.

### Occupation des sols
L'occupation des sols de la commune, telle qu'elle ressort de la base de données européenne d'occupation biophysique des sols Corine Land Cover (CLC), est marquée par l'importance des territoires agricoles (92 % en 2018), en diminution par rapport à 1990 (93,3 %). La répartition détaillée en 2018 est la suivante : 
terres arables (53,6 %), prairies (31,2 %), zones urbanisées (7,6 %), zones agricoles hétérogènes (7,2 %), zones industrielles ou commerciales et réseaux de communication (0,4 %). L'évolution de l'occupation des sols de la commune et de ses infrastructures peut être observée sur les différentes représentations cartographiques du territoire : la carte de Cassini (XVIIIe siècle), la carte d'état-major (1820-1866) et les cartes ou photos aériennes de l'IGN pour la période actuelle (1950 à aujourd'hui).

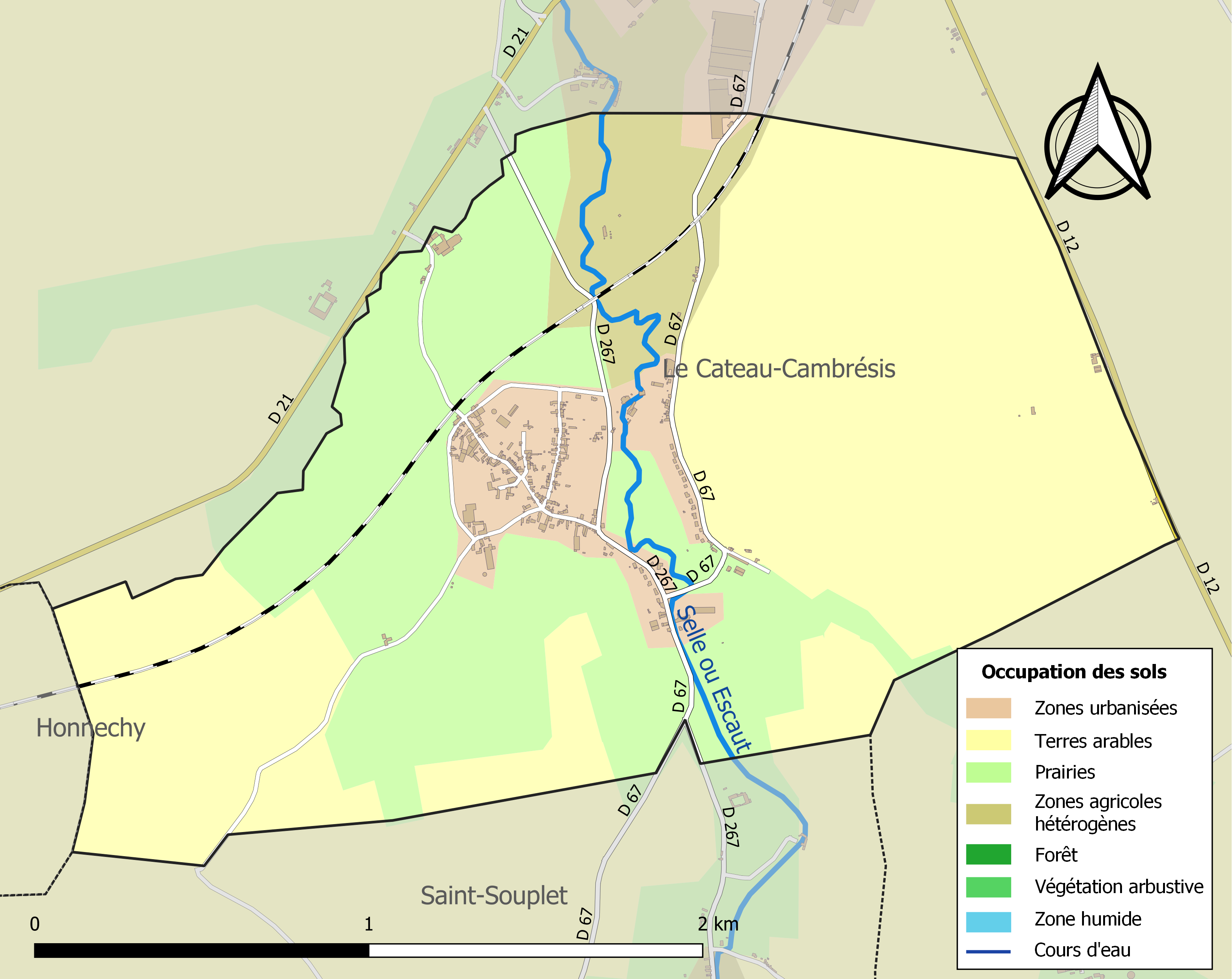
Carte des infrastructures et de l'occupation des sols de la commune en 2018 (CLC).

### Habitat et logement
En 2014 et 2019, le nombre total de logements dans la commune était de 170, alors qu'il était de 167 en 2009.
Parmi ces logements, 87 % étaient des résidences principales, 2,9 % des résidences secondaires et 10 % des logements vacants. Ces logements étaient pour 98,2 % d'entre eux des maisons individuelles et pour 1,2 % des appartements.
Le tableau ci-dessous présente la typologie des logements à Saint-Benin en 2019 en comparaison avec celle du Nord et de la France entière. Une caractéristique marquante du parc de logements est ainsi une proportion de résidences secondaires et logements occasionnels (2,9 %) supérieure à celle du département (1,6 %) et à celle de la France entière (9,7 %). Concernant le statut d'occupation de ces logements, 76,3 % des habitants de la commune sont propriétaires de leur logement (78,8 % en 2014), contre 54,7 % pour le Nord et 57,5 pour la France entière.
| Typologie                                               | Saint-Benin | Nord | France entière |
| ------------------------------------------------------- | ----------- | ---- | -------------- |
| Résidences principales (en %)                           | 87          | 90,6 | 82,1           |
| Résidences secondaires et logements occasionnels (en %) | 2,9         | 1,6  | 9,7            |
| Logements vacants (en %)                                | 10          | 7,8  | 8,2            |

## Histoire

### Temps modernes
Sous l'Ancien Régime, la majeure partie des terres appartient à l'Église. En raison de sa proximité avec le Cateau-Cambrésis, Saint Benin pâtit des attaques dirigées contre la ville. Le village est pillé pendant la prise du Cateau en 1637 par les français.

### Époque contemporaine
À partir de la seconde moitié du XIXe siècle la population de Saint Benin habituée  à un dur labeur trouve à s'embaucher dans les usines du Cateau-Cambrésis, soit dans l'usine de céramique, fondée en 1868 par Felix Simons, natif de Saint Benin, soit dans l'émaillerie Dupont qui fabrique des baignoires en fonte émaillée. Cette entreprise est reprise par Chappée en 1930.

Saint-Benin au tout début du XXe siècle
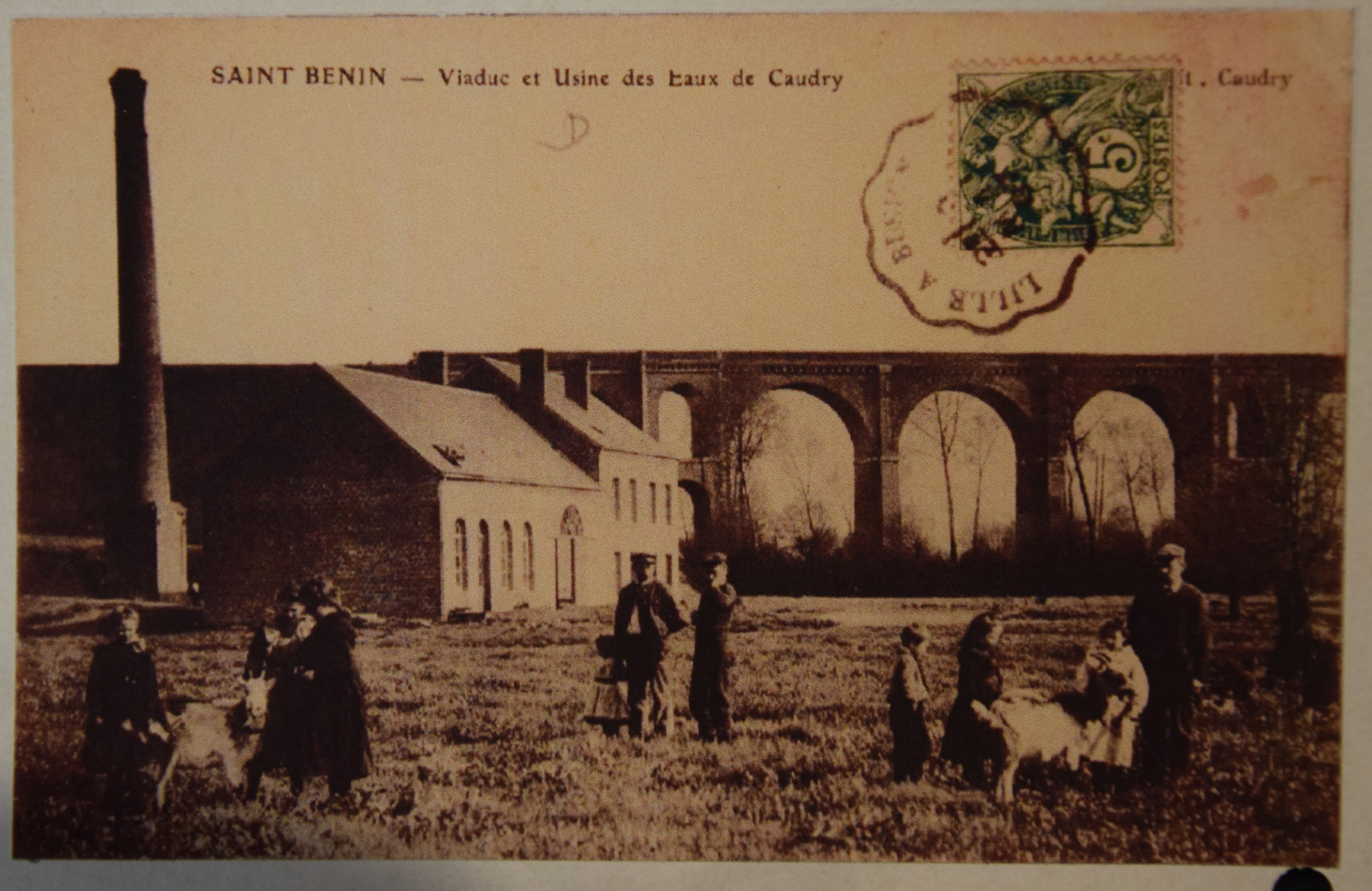
Le viaduc et l'usine des eaux de Caudry

Le village a été décoré de la Croix de guerre 1914-1918 le 7 février 1921.
Pendant la Seconde Guerre mondiale, compte tenu de son enjeu stratégique, le viaduc ferroviaire est constamment gardé par un poste de surveillance allemand.

## Politique et administration

### Rattachements administratifs et électoraux

#### Rattachements administratifs
La commune se trouve dans l'arrondissement de Cambrai du département du Nord.
Elle faisait partie depuis 1793 du canton du Cateau-Cambrésis. Dans le cadre du redécoupage cantonal de 2014 en France, cette circonscription administrative territoriale a disparu, et le canton n'est plus qu'une circonscription électorale.

#### Rattachements électoraux
Pour les élections départementales, la commune fait partie depuis 2014 d'un nouveau canton du Cateau-Cambrésis
Pour l'élection des députés, elle fait partie de la dix-huitième circonscription du Nord.

### Intercommunalité
Saint-Benin était membre de la communauté de communes du Pays de Matisse, un établissement public de coopération intercommunale (EPCI) à fiscalité propre créé en 1993 et auquel la commune avait transféré un certain nombre de ses compétences, dans les conditions déterminées par le code général des collectivités territoriales.
Cette intercommunalité a fusionné avec sa voisine pour former, le 1er janvier 2010, la communauté de communes du Caudrésis – Catésis, qui se transforme en 2019 en communauté d'agglomération sous le nom de communauté d'agglomération du Caudrésis - Catésis dont est désormais membre la commune.

### Liste des maires
| Période                                  | Période                         | Identité          | Étiquette | Qualité                          |
| ---------------------------------------- | ------------------------------- | ----------------- | --------- | -------------------------------- |
| Les données manquantes sont à compléter. |                                 |                   |           |                                  |
| avant 1802                               | 1808                            | J. P. Lefebvre    |           |                                  |
| Les données manquantes sont à compléter. |                                 |                   |           |                                  |
| avant 1906                               |                                 | Henri Milon       |           |                                  |
| Les données manquantes sont à compléter. |                                 |                   |           |                                  |
| avant 1988                               |                                 | Daniel Degroote   |           |                                  |
| Les données manquantes sont à compléter. |                                 |                   |           |                                  |
| mars 2001                                | En cours (au 13 septembre 2022) | Véronique Nicaise |           | Réélue pour le mandat 2020-2026, |

## Équipements et services publics

Équipements de Saint-Benin
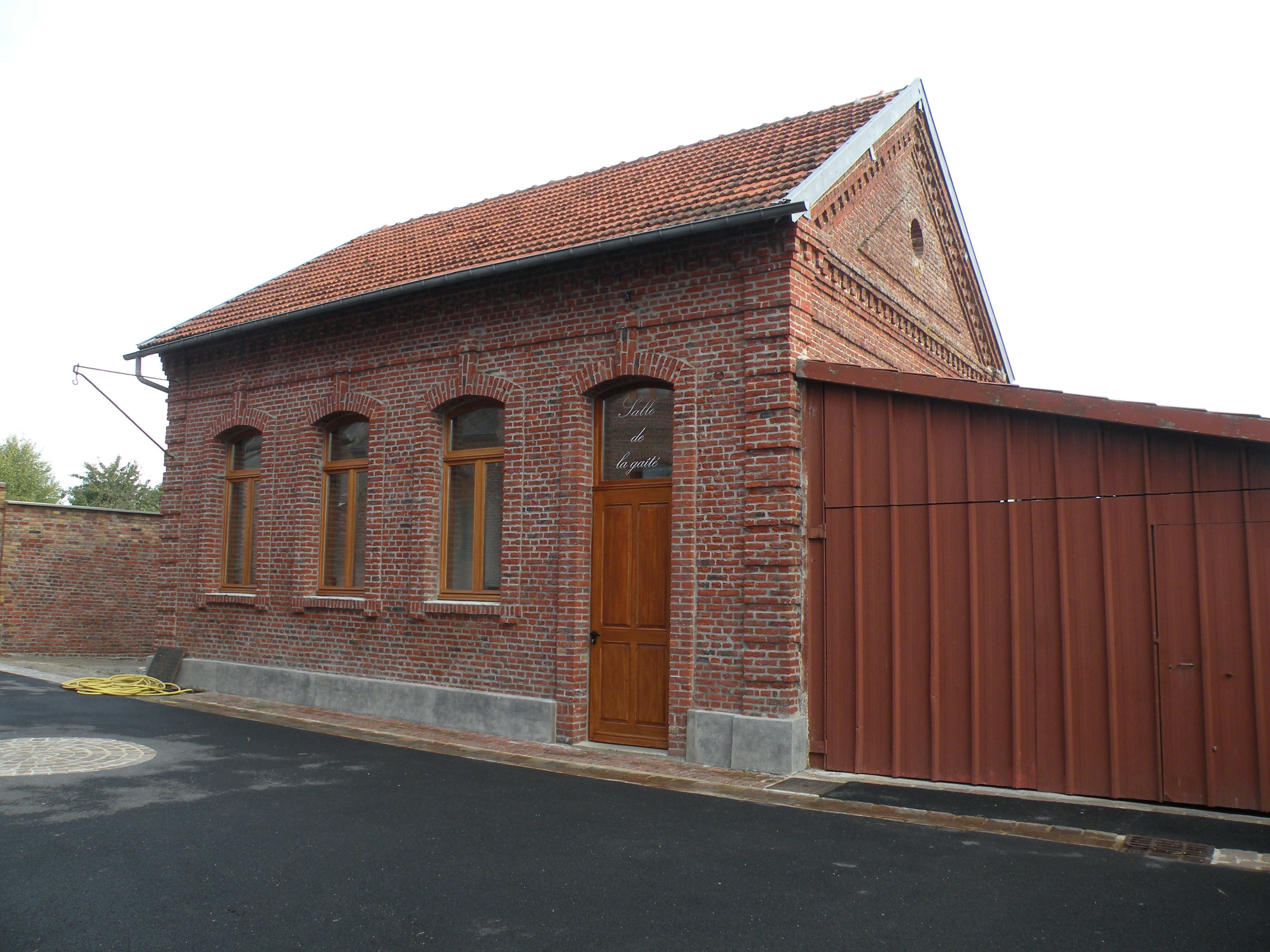
Salle de la gaité.
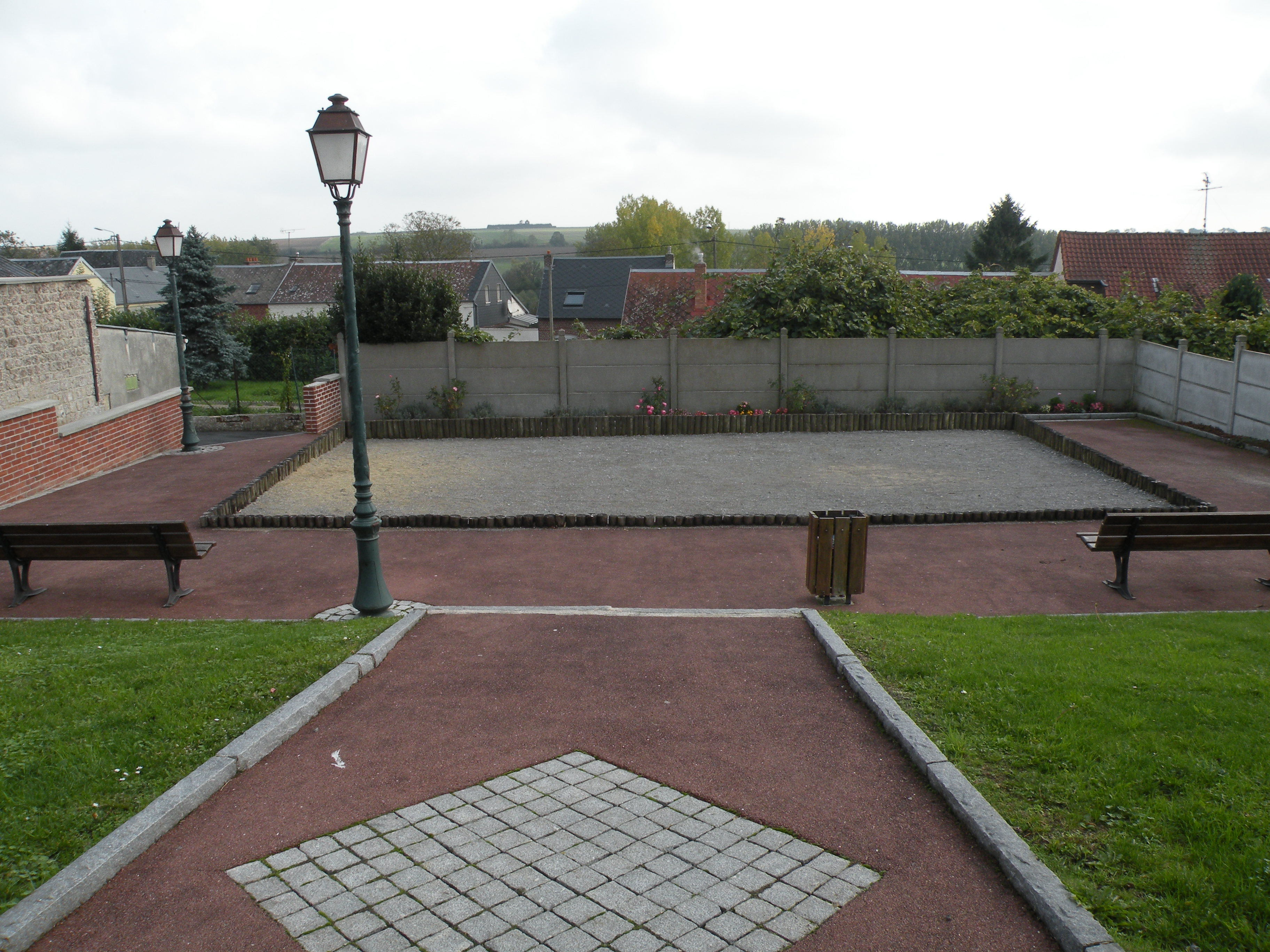
La place de jeu.
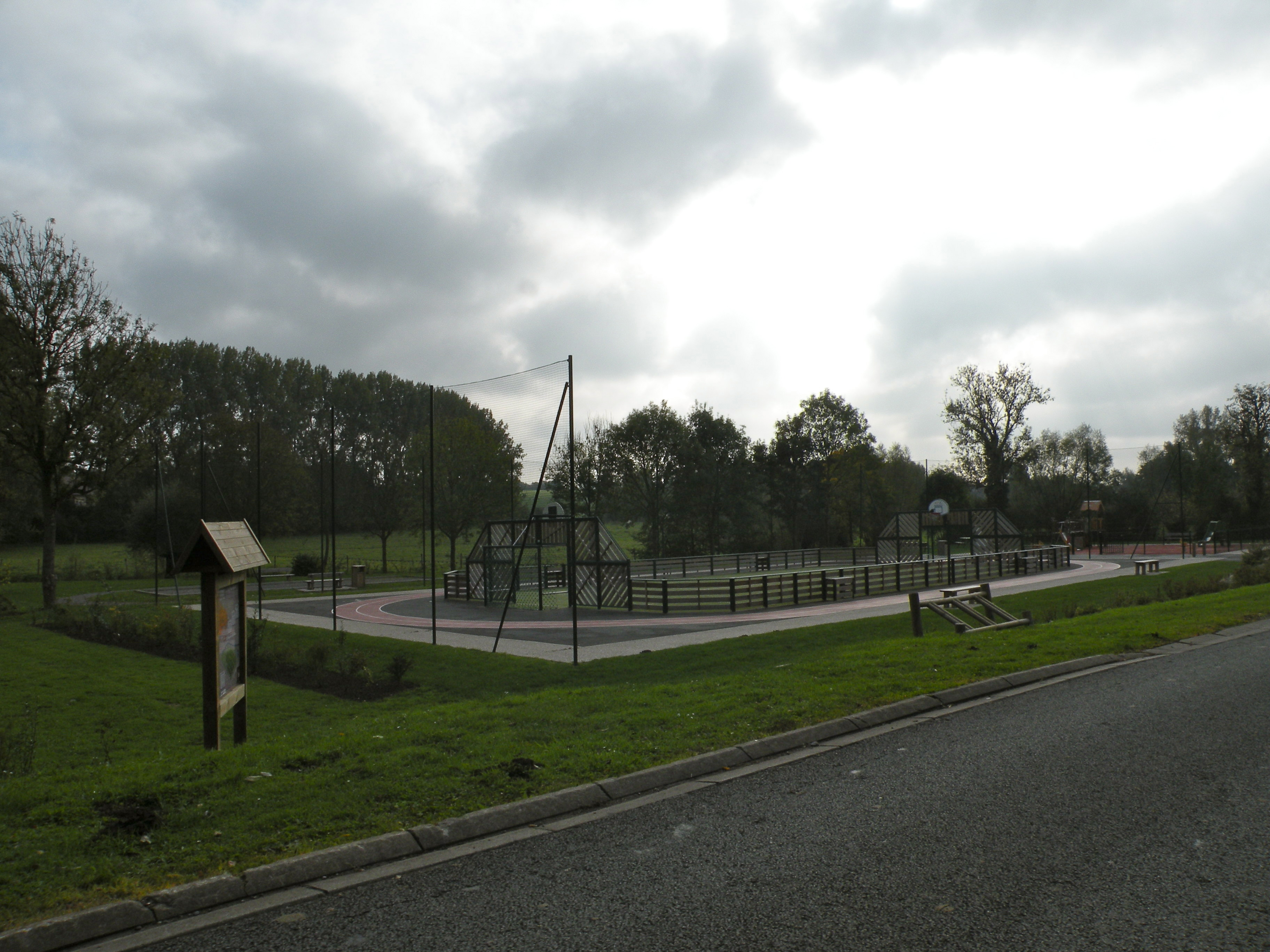
Le stade.

## Population et société

### Démographie

#### Évolution démographique
L'évolution du nombre d'habitants est connue à travers les recensements de la population effectués dans la commune depuis 1793. Pour les communes de moins de 10 000 habitants, une enquête de recensement portant sur toute la population est réalisée tous les cinq ans, les populations de référence des années intermédiaires étant quant à elles estimées par interpolation ou extrapolation. Pour la commune, le premier recensement exhaustif entrant dans le cadre du nouveau dispositif a été réalisé en 2008.

En 2022, la commune comptait 341 habitants, en évolution de +0,89 % par rapport à 2016 (Nord : +0,51 %, France hors Mayotte : +2,11 %).
| 1793 | 1800 | 1806 | 1821 | 1831 | 1836 | 1841 | 1846 | 1851 |
| ---- | ---- | ---- | ---- | ---- | ---- | ---- | ---- | ---- |
| 305  | 367  | 311  | 374  | 484  | 550  | 600  | 655  | 656  |

| 1856 | 1861 | 1866 | 1872 | 1876 | 1881 | 1886 | 1891 | 1896 |
| ---- | ---- | ---- | ---- | ---- | ---- | ---- | ---- | ---- |
| 650  | 722  | 708  | 673  | 740  | 730  | 743  | 786  | 821  |

| 1901 | 1906 | 1911 | 1921 | 1926 | 1931 | 1936 | 1946 | 1954 |
| ---- | ---- | ---- | ---- | ---- | ---- | ---- | ---- | ---- |
| 828  | 792  | 771  | 569  | 575  | 573  | 474  | 466  | 447  |

| 1962 | 1968 | 1975 | 1982 | 1990 | 1999 | 2006 | 2008 | 2013 |
| ---- | ---- | ---- | ---- | ---- | ---- | ---- | ---- | ---- |
| 470  | 448  | 369  | 374  | 366  | 389  | 361  | 356  | 342  |

| 2018 | 2022 | - | - | - | - | - | - | - |
| ---- | ---- | - | - | - | - | - | - | - |
| 341  | 341  | - | - | - | - | - | - | - |

#### Pyramide des âges
La population de la commune est relativement jeune.
En 2018, le taux de personnes d'un âge inférieur à 30 ans s'élève à 31,9 %, soit en dessous de la moyenne départementale (39,5 %). À l'inverse, le taux de personnes d'âge supérieur à 60 ans est de 25,0 % la même année, alors qu'il est de 22,5 % au niveau départemental.
En 2018, la commune comptait 173 hommes pour 168 femmes, soit un taux de 50,73 % d'hommes, largement supérieur au taux départemental (48,23 %).
Les pyramides des âges de la commune et du département s'établissent comme suit.
| Hommes | Classe d’âge | Femmes |
| ------ | ------------ | ------ |
| 0,6    | 90 ou +      | 0,6    |
| 4,6    | 75-89 ans    | 6,0    |
| 19,1   | 60-74 ans    | 19,0   |
| 23,7   | 45-59 ans    | 26,2   |
| 17,9   | 30-44 ans    | 18,5   |
| 15,0   | 15-29 ans    | 15,5   |
| 19,1   | 0-14 ans     | 14,3   |

| Hommes | Classe d’âge | Femmes |
| ------ | ------------ | ------ |
| 0,5    | 90 ou +      | 1,4    |
| 5,3    | 75-89 ans    | 8,1    |
| 14,8   | 60-74 ans    | 16,2   |
| 19,1   | 45-59 ans    | 18,4   |
| 19,5   | 30-44 ans    | 18,7   |
| 20,7   | 15-29 ans    | 19,1   |
| 20,2   | 0-14 ans     | 18     |

### Manifestations culturelles et festivités
La fête communale a lieu le deuxième  dimanche de juin.

## Culture locale et patrimoine

### Lieux et monuments

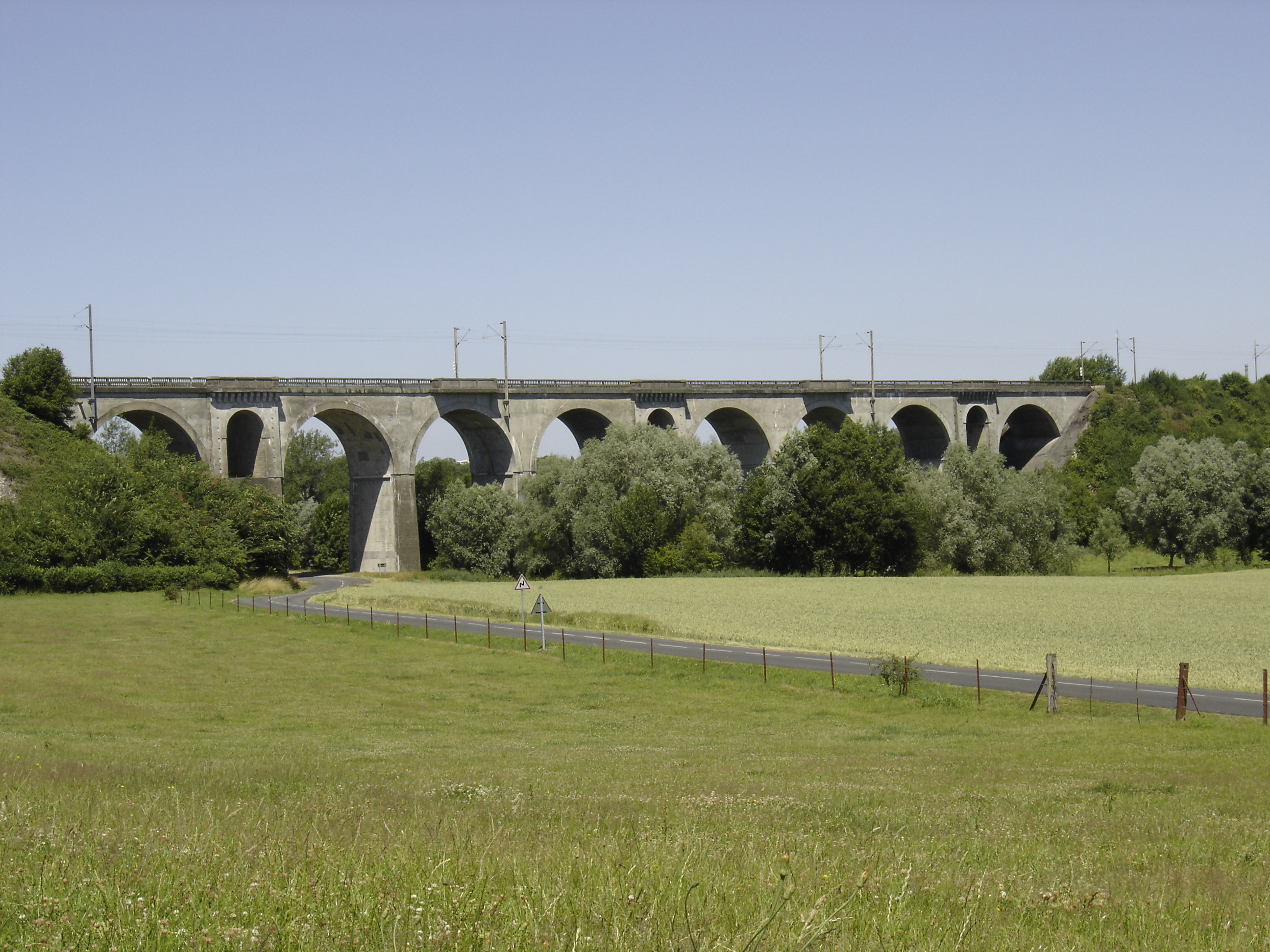
Le viaduc ferroviaire de Saint-Benin

- Le viaduc de Saint Benin (ou Grand Pont) est un important ouvrage ferroviaire qui permet à la ligne de Creil à Jeumont de franchir la vallée de la Selle. Il a été construit en 1855 et détruit lors des guerres en 1870, 1918 et 1944. La reconstruction après la Première Guerre mondiale est menée très rapidement, entre novembre 1918 et juillet 1919. La destruction de 1944 provoque un barrage sur la Selle, quin inonde les alentours, et les Américains doivent faire sauter l'obstacle.
L'ouvrage est restauré par injections de béton et de résines vers 1995[29].

- L'église Saint-Benin, dont des travaux de rénovation sont prévus en 2022[30]

- Le moulin Chamberlin (ancien moulin Vatin) a eu une importance considérable dans l'économie locale. Vendu comme bien national, il est reconstruit en 1842 et comporte à cette époque quatre paires de meules plates. En 1890, les bâtiments sont rehaussés et l'outillage remis à neuf.
Durant les deux Guerres mondiales, il est réquisitionné par les Allemands puis reconstruit en 1921. La production est alors de 80 quintaux de farine par jour. Il produit de la farine Moulin de Saint-Bénin, mais aussi la Fleur du Cambrésis.
La production s'élève à 400 quintaux par jour en 1970. Sa fermeture intervient en 1987.
- Le Moulin Milon-Duval, Rue Pasteur, est le plus ancien moulin de Saint-Benin. Il est placé dans une situation favorable, sur le cours supérieur de la Selle, à la jonction des deux vallées. Lors de la Révolution, vendu comme bien du clergé, il connaît plusieurs propriétaires successifs. La famille Milon en fait l'acquisition en 1870. Lors de la première Guerre Mondiale, il est entièrement détruit, tout comme la maison d'habitation. Il est reconstruit en 1921. La minoterie Duval, à la suite du mariage d'Édouard Duval avec une fille Milon, poursuit ses activités jusqu'en 1955.
En 1967, une tornade détruit l'étage supérieur.
L'ensemble des machines (cylindres, élévateurs et vis d'Archimède, trémie, nettoyeurs, ensacheurs, plansichter (sorte de tamis), etc.) a été préservé dans ce qui reste du bâtiment qui fait partie d'une propriété agricole.

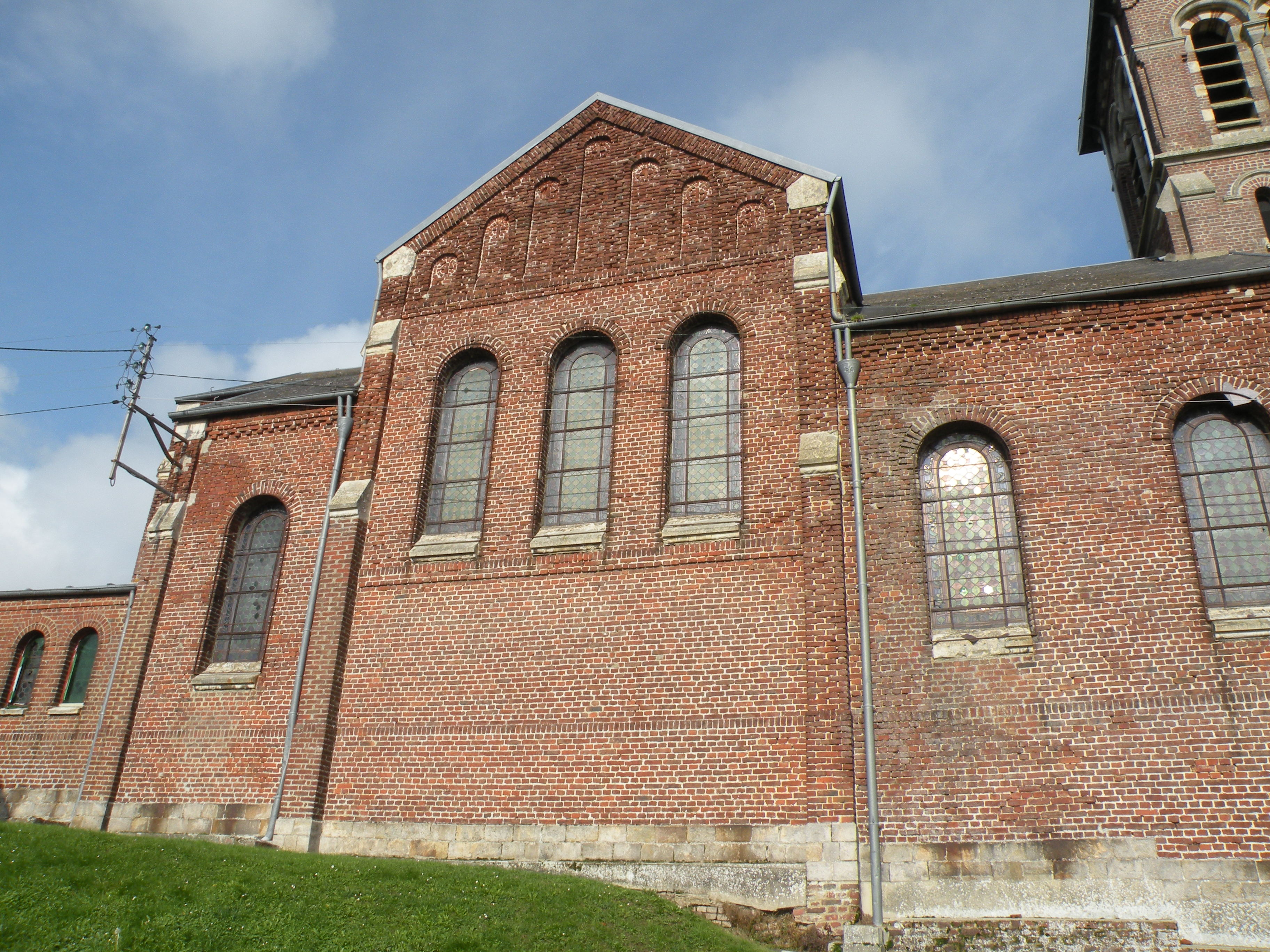
L'église
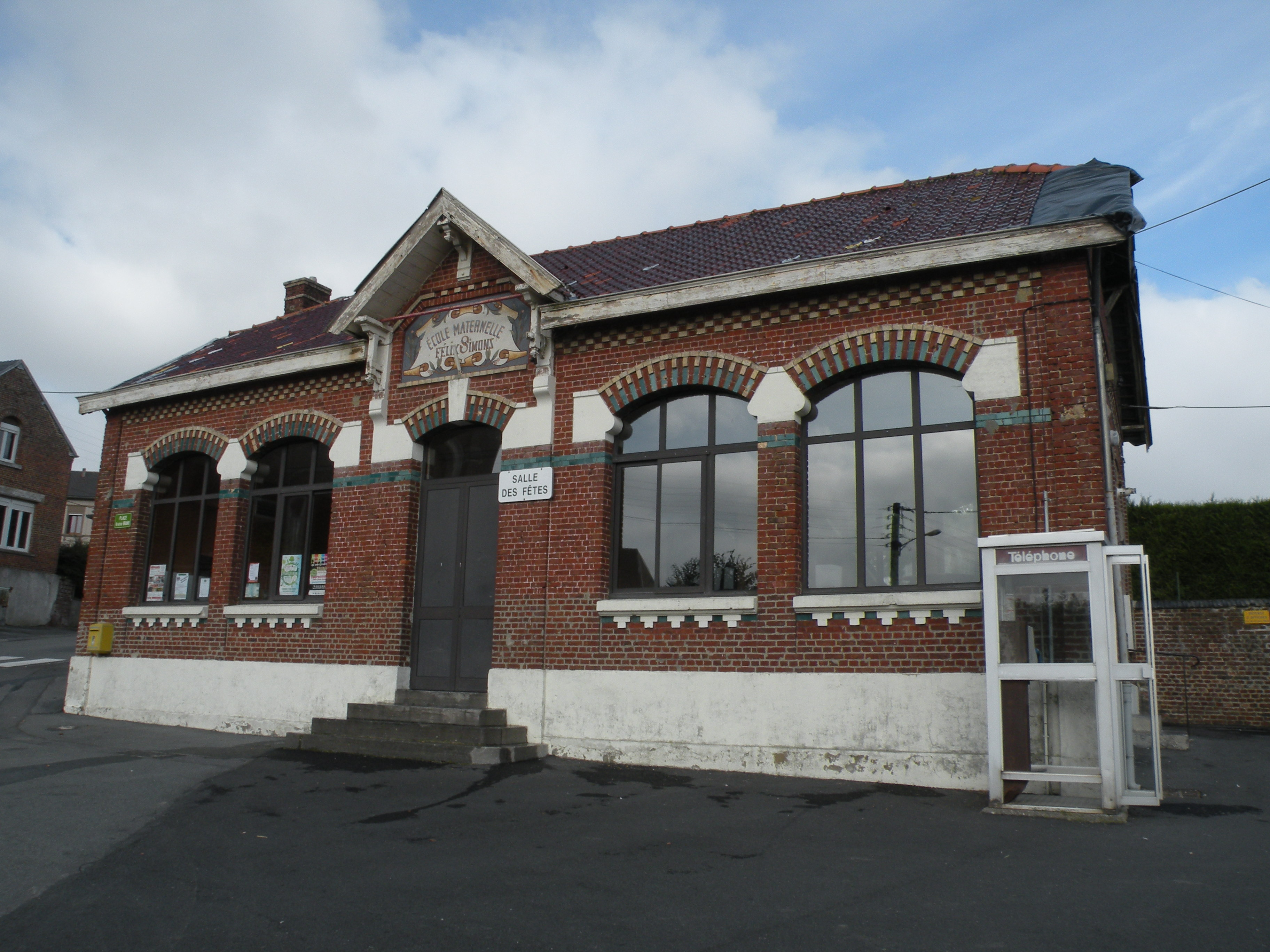
L'ancienne école.
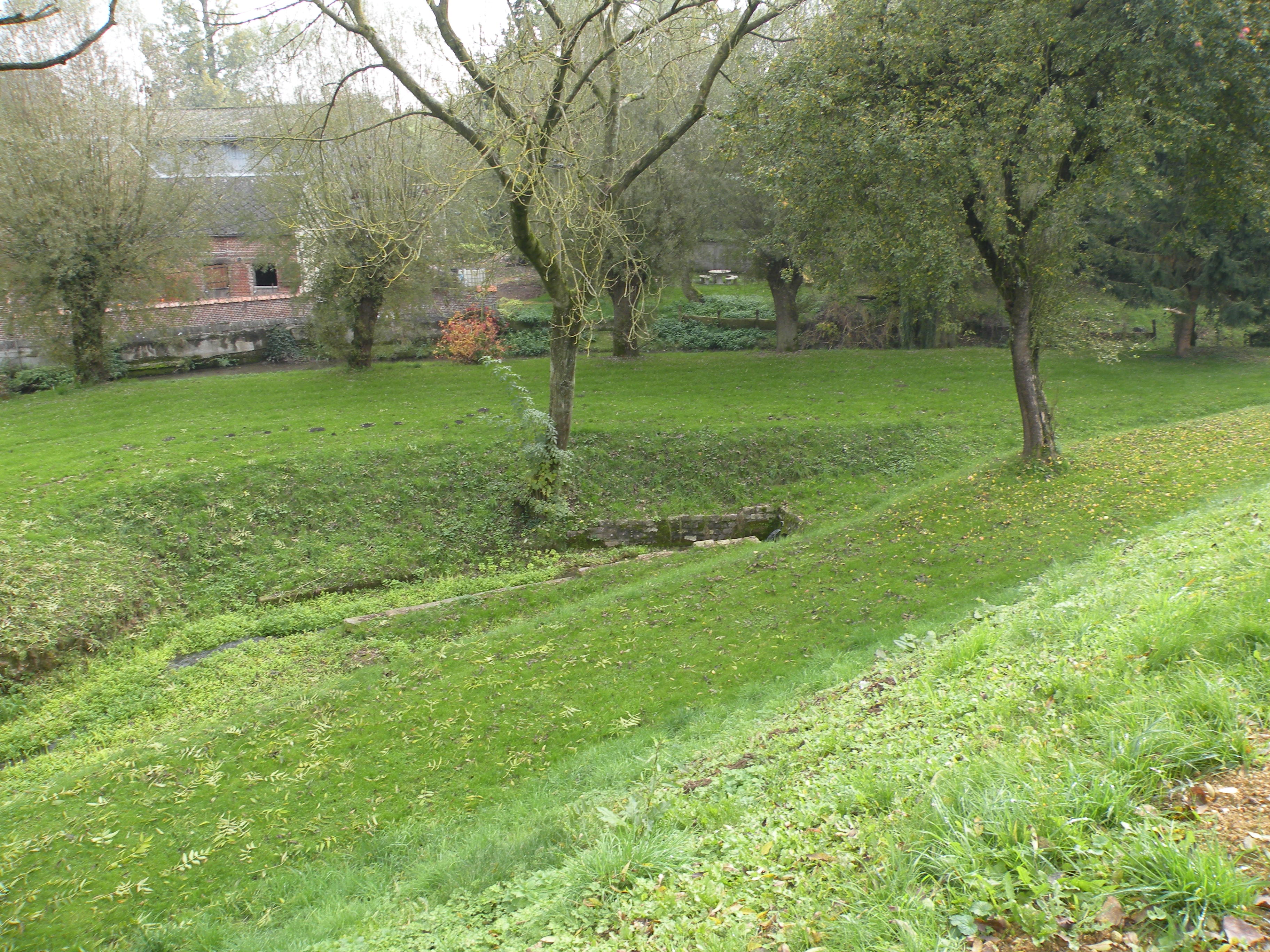
La source de l'ancien lavoir.
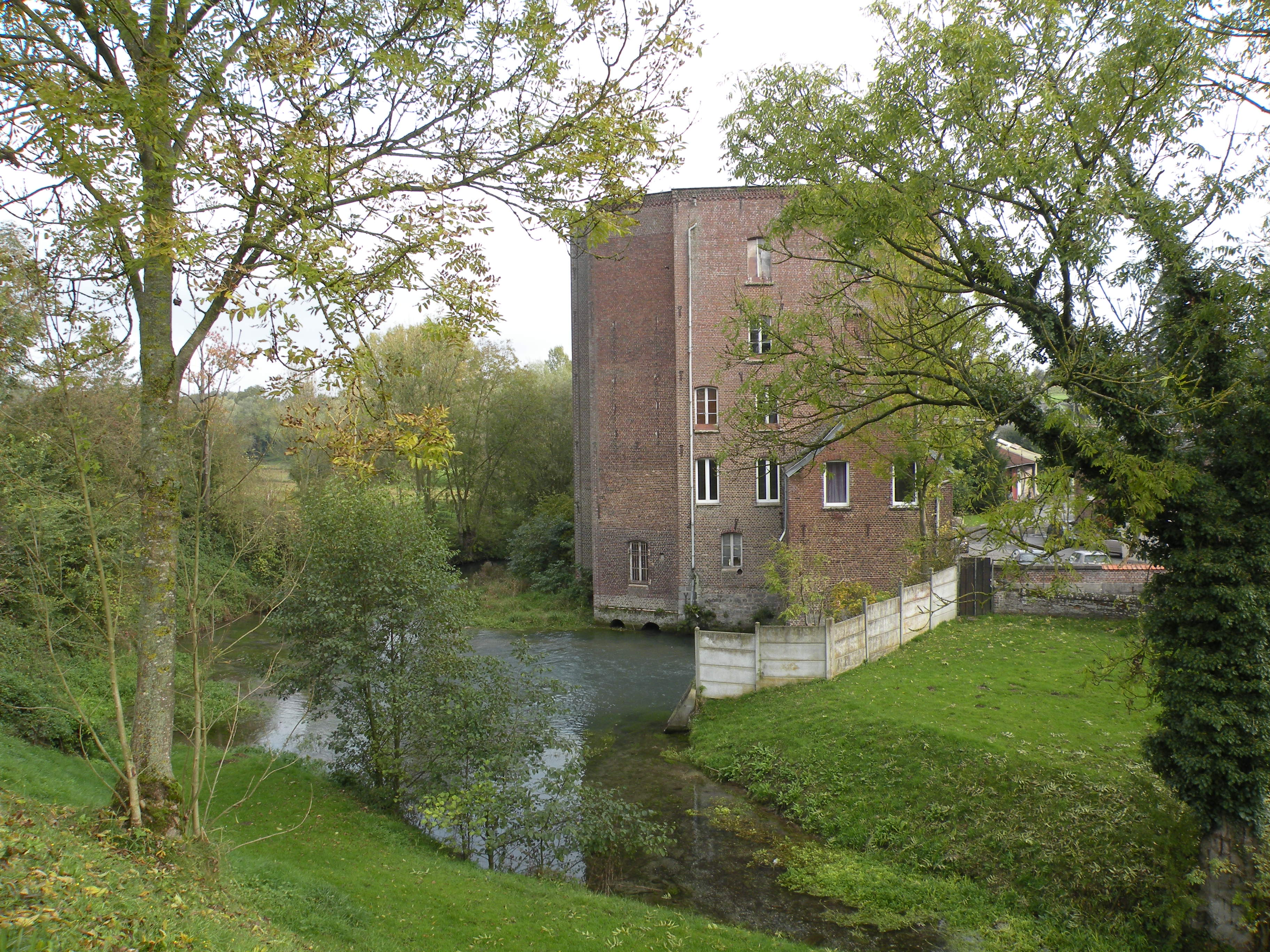
Le moulin Chamberlin.
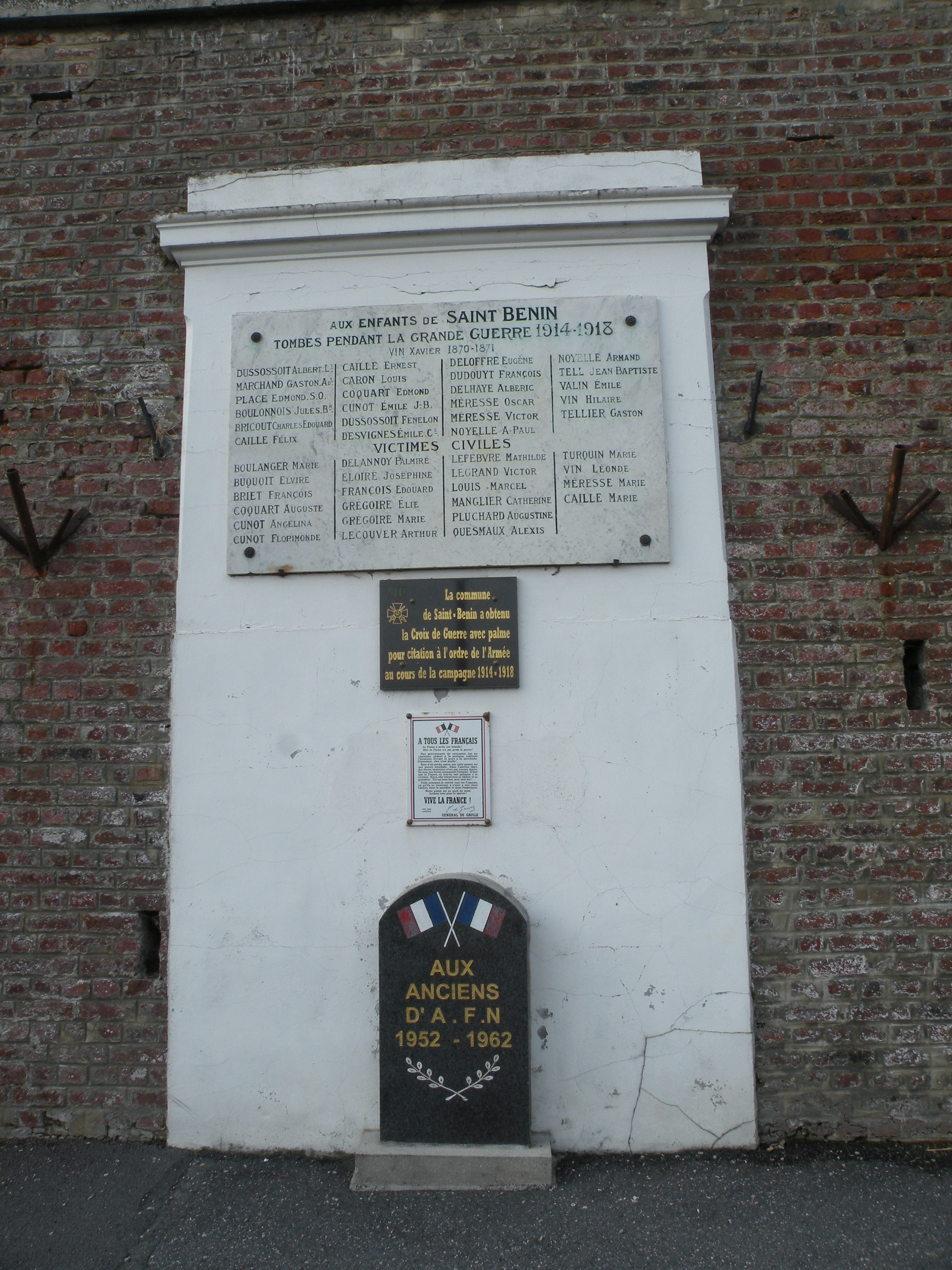
Monument aux morts.
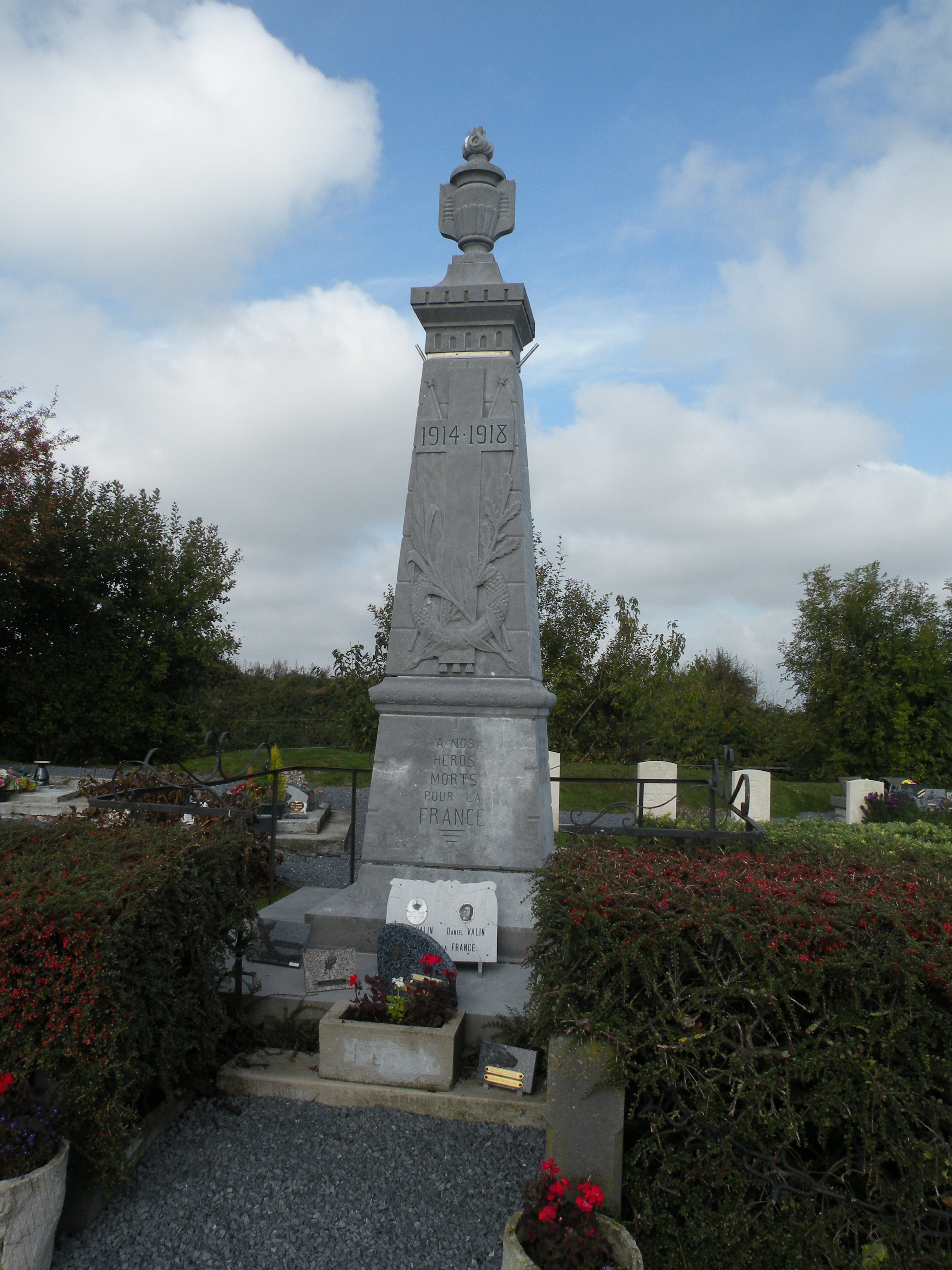
Monument aux morts du cimetière.

### Sobriquet des habitants
Le nom jeté des habitants de Saint-Benin est les Bafious (qui bavent, qui parlent à tort et à travers).

### Héraldique
| Blason de Saint-Benin | Blason  | De gueules à une rose tigée et feuillée d'argent. |
| Blason de Saint-Benin | Détails | Le statut officiel du blason reste à déterminer.  |

## Pour approfondir